# Corumbá
Corumbá è un comune del Brasile nello Stato del Mato Grosso do Sul, parte della mesoregione del Pantanais Sul-Mato-Grossenses e della microregione del Baixo Pantanal.

## Geografia
Corumbá è situata sulla sponda destra del fiume Paraguay, presso la frontiera boliviana, a 425 km a nord-ovest della capitale Campo Grande.

## Storia
Fondata come insediamento militare e colonia dagli spagnoli nel 1778, divenne strategicamente importante con l'apertura del fiume Paraguay al commercio internazionale in seguito alla Guerra della Triplice Alleanza (1865-1870). Vicino a Corumbá si trovano le colline di Morro do Urucum, che contengono consistenti depositi minerari.

## Economia
Porto fluviale sul fiume Paraguay e nodo ferroviario sulla linea per la Bolivia, Corumbá la sua economia è basata principalmente sull'agricoltura, sull'allevamento e sul turismo. Corumbá esporta cuoio, carne, minerali di ferro e manganese, oltre ad avere molte industrie leggere.
La città è estesa per due livelli: vicino alla foce, nella parte bassa, il centro storico si è ampliata, di valore notevole architettonico; l'alta, una nuova residenziale, presenta la forma a scacchiera. Del punto di vista di urbanistico, non ha somiglianza con le vecchie città brasiliane, in cui predominano lo stile coloniale portoghese romantico. La relativa architettura è basata sul neoclassico italiano, essendo lo stesso stile attuale nella parte centrale di installazione, la vecchia periferia di Buenos Aires, nelle città dell'interno dell'Uruguay e della maggior parte dei gauchos delle città della campagna. Nel motivo di questo, ha caratteristiche di una città all'interno di platino del Brasile. Il tasso di urbanizzazione è molto aumentato, raggiungendo circa 90%. Negli ultimi anni, in un motivo di una qualità di vita migliore, la popolazione sta invecchiando e il tasso di natalità sta diminuendo.
Lo scrittore statunitense John Grisham vi ha ambientato buona parte del suo romanzo giallo giudiziario "Il testamento".

## Infrastrutture e trasporti
La città è servita dall'Aeroporto Internazionale di Corumbá.